# Eugène Imbert
Pour les articles homonymes, voir Imbert.
Eugène Alphonse Monet de Maubois, dit Imbert, connu dans le monde de la chanson en son temps sous le pseudonyme de Eugène Imbert, né le 14 mars 1821 à Paris (ancien 12e arrondissement) et mort le 22 novembre 1898 à Saint-Rémy-lès-Chevreuse, est un poète français, chansonnier, goguettier et historiographe des goguettes et de la chanson.
Il collabora à diverses publications et fut rédacteur en chef de La Muse Gauloise. Il publia, en 1866, le numéro d'appel d'une revue intitulée La Chanson, qui n'aura pas de suite.
Auteur connu jadis pour ses ouvrages, articles et chansons, il est à présent complètement oublié par le grand public.
Sa chanson la plus célèbre : Les bottes de Bastien, lui valut en 1859 d'« entrer à l'abattoir », c'est-à-dire de voir un des bœufs du grand cortège carnavalesque parisien de la Promenade du Bœuf Gras porter le nom d'une de ses œuvres. Pour la fête il fut baptisé Bastien en l'honneur de sa création.

## Biographie en 1879

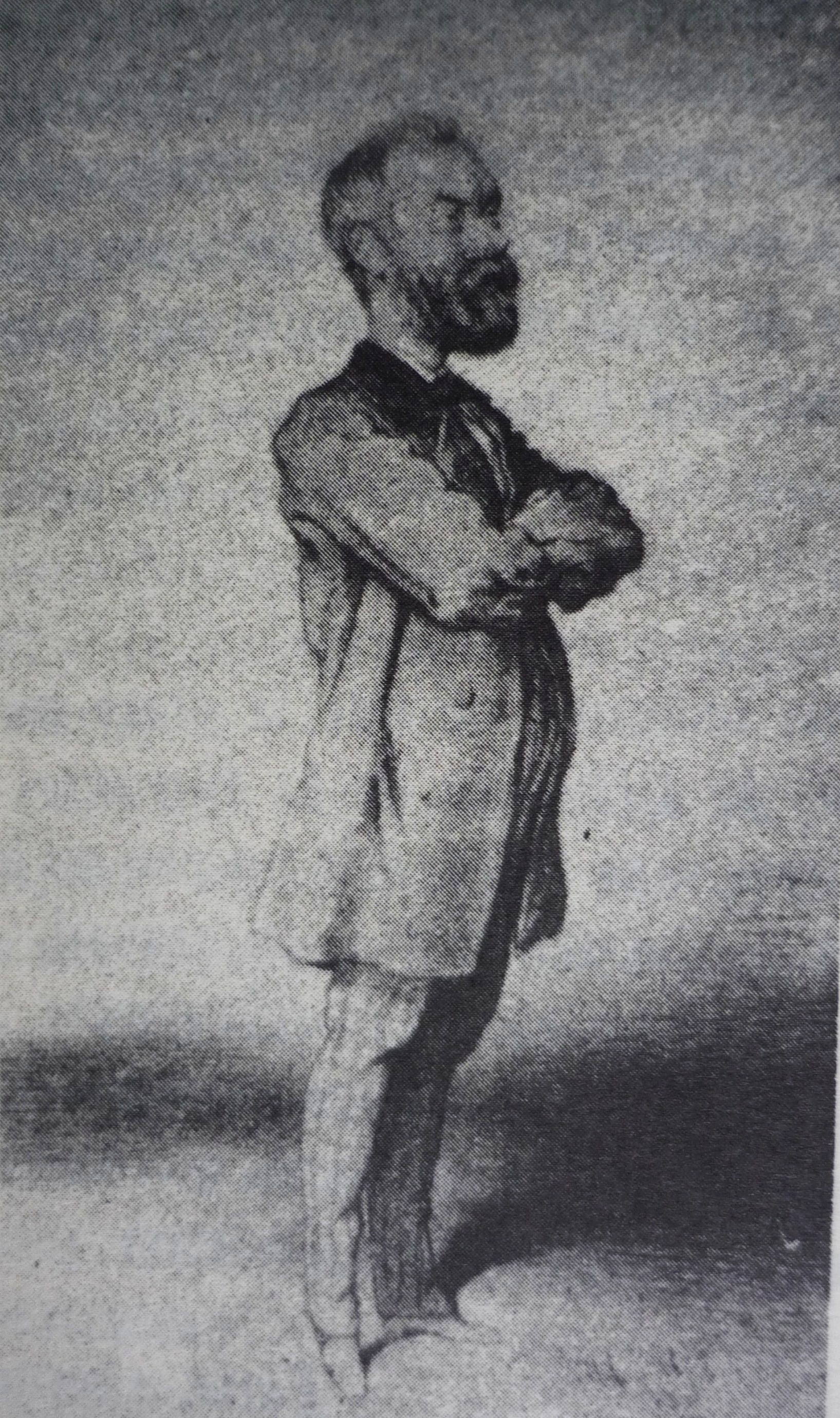
Eugène Imbert, détail d'un portrait-charge d'après Hippolyte Mailly, 1875.

Louis-Henry Lecomte écrit dans La Chanson le 1er mai 1879 :
« 
Les critiques moroses marchandent l'admiration aux contemporains, sous prétexte que l'on n'en a jamais assez pour les morts. Il est inutile suivant eux, d'écrire des chansons après Béranger, des fables après La Fontaine, ces maîtres ayant élevé la chanson et la fable à une hauteur que nul ne saurait atteindre. D'un ton sentencieux, ils disent donc aux génies disparus : « Vous n'aurez point de successeurs dans la voie où vous avez marché ; vos travaux ne féconderont pas d'intelligences ; votre gloire sera immortelle, mais de l'immortalité des tombeaux, et les générations se contenteront de déchiffrer votre parole comme les hiéroglyphes des Pyramides. » — Langage absurde, injurieux pour ceux-là mêmes dont on prétend protéger la mémoire, et que les rimeurs de notre temps font bien de ne pas écouter. Tant que le soleil éclairera le monde et mûrira les raisins, tant que l'amour éclora dans les cœurs, tant que les sentiments humains, joyeux ou tristes, trouveront dans l'expansion un accroissement de vitalité, poésies et chansons auront raison contre les plus solennelles théories.
Si bien doués, d'ailleurs, qu'aient été les poètes du passé, les champs d'idées qu'ils cultivèrent sont assez vastes pour qu'on y puisse, après eux, glaner de nombreux épis. L'important est que la récolte nouvelle soit faite avec discernement et une originalité véritable de procédés. Ce discernement, cette originalité sont les qualités distinctives du chansonnier que nous racontons aujourd'hui.
Eugène Alphonse Monet de Maubois, dit Imbert (du nom des parents qui l'ont élevé, sa tante paternelle et le mari de celle-ci), est né à Paris le 14 mars 1821.
Après de bonnes études au collège Charlemagne, il suivit pendant un an le cours de droit, sans y prendre goût, et entra dans l'administration en 1843.
À dix-neuf ans, sa muse préludait par deux romances, Dans l'exil, Est-ce pécher ? Nous donnerons un couplet de cette dernière, écrite sur un ton ravissant de naïveté :
L'autre soir, près de la chapelle, 

Passait, fredonnant un refrain, 

Mathurin ; 

Aussitôt, sans que je l'appelle, 

Il m'accoste, et sur le chemin 

Prend ma main.

Joyeux, sur son cœur il la serre, 

Je ne pouvais pas l'empêcher… 

Seulement j'ai souri, mon père, 

Est-ce pécher? 
Conduit dans quelques sociétés lyriques, Eugène Imbert y prit part à divers concours, obtint plusieurs prix, et sentit s'accroître d'autant son goût pour la chanson.
Depuis plus de vingt années, Imbert rimait des couplets auxquels il n'attachait pas grande importance, quand Thalès Bernard, un maître poète, lui conseilla de réunir ses productions en volume. Elles parurent chez Havard, en 1862, sous ce titre : Ballades et Chansons, avec un avant-propos de Thalès Bernard affirmant Imbert comme le premier chansonnier de l'époque. On nous permettra de nous arrêter à cet important recueil.

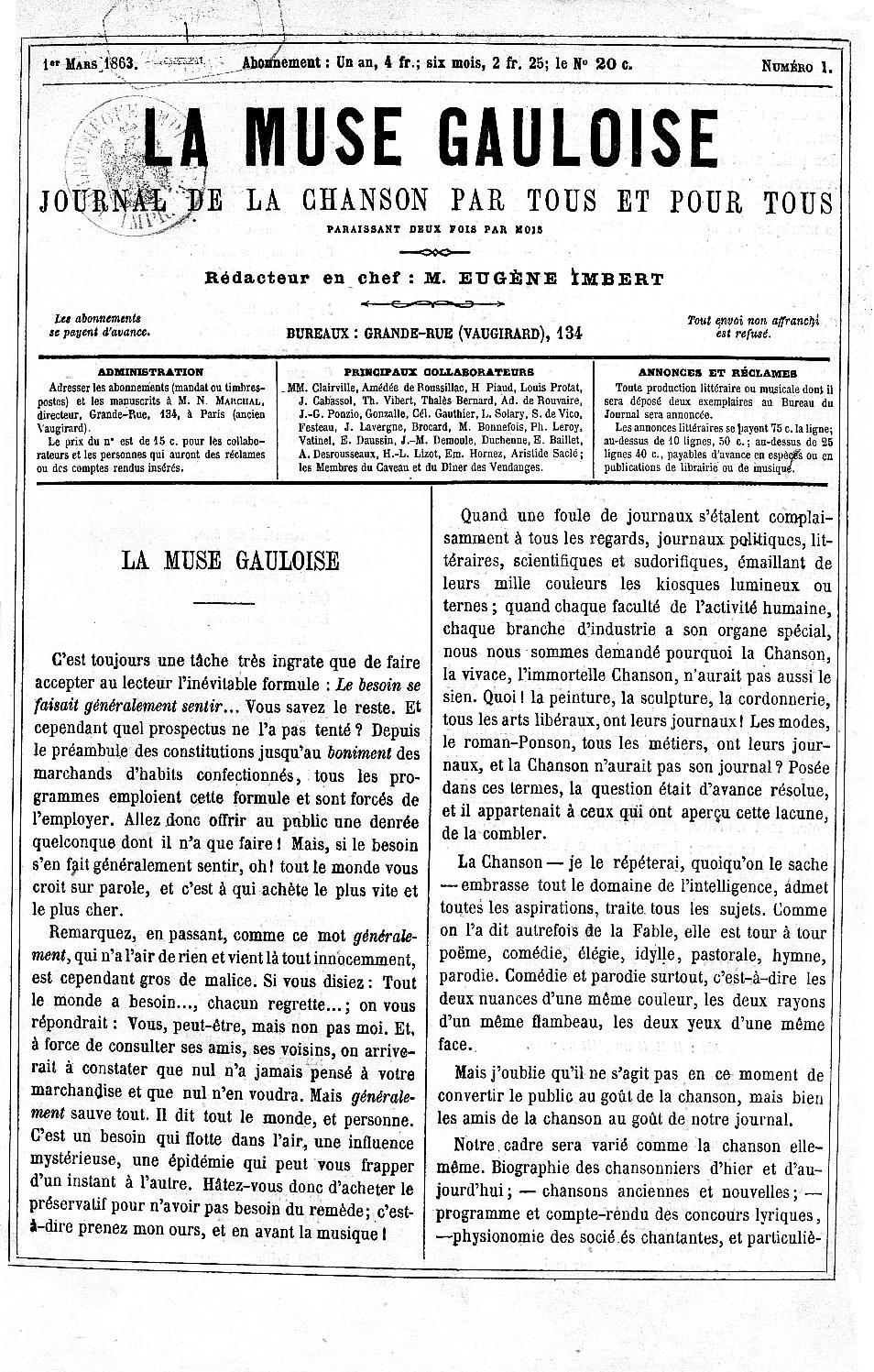
La Muse Gauloise, Journal de la chanson par tous et pour tous, numéro 1, 1er mars 1863. Rédacteur en chef : Eugène Imbert.

Le volume s'ouvre par une préface en couplets où le rôle de la poésie chantée dans les temps passés et présents est finement apprécié :
Aux champs, la ballade crédule 

Charme encor les longs soirs d'hiver, 

Tandis qu'à l'atelier circule

Un couplet parfois un peu vert.

On chantait, même aux barricades, 

De vieux airs tout bas regrettés… 

Rêvez, ballades ; 

Chansons, chantez ! 
Puis défile tout un essaim de chansons philosophiques, populaires, fantaisistes, attendries ou badines, très-remarquables la plupart.
Eugène Imbert aime la nature ; il la célèbre dans des vers d'un frais coloris, pleins de sentiments délicats et de persuasive éloquence. Écoutez ce vivant tableau de l'Automne :
La terre est froide et le ciel gris ; 

Et vers la colline embrumée 

Des chaumes, rustiques abris, 

Monte une bleuâtre fumée.

Le meunier rallume en tremblant 

Les sarments que sa main tisonne, 

Et nargue, en vidant son pot blanc, 

Le premier brouillard de l'automne.
Il a neigé ce matin, poésie charmante dans laquelle l'auteur unit heureusement les êtres et les choses, mérite une mention particulière :
Comme les dernières pensées 

Se fanent aux vents des hivers, 

Lorsque mes chansons dispersées 

Joncheront les chemins déserts, 

De mes refrains, si frais la veille, 

Viendras-tu pleurer le destin, 

En murmurant à mon oreille : 

Il a neigé ce matin ? 
Les Amis du lierre, Brises d'avril, Béranger, Mon pauvre village, Ne vends pas tes baisers, Gardons nos souvenirs, sa Fenêtre, et dix autres, sont également écrites avec une sensibilité délicieuse.
La poésie sociale est aussi brillamment représentée dans le recueil d'Eugène Imbert. La Tour Saint-Jacques, Notre-Dame, Garibaldi, Lamennais, la Chanson du  bouleau, donnent la note grave du penseur ému des épreuves subies, soucieux des périls futurs, apôtre quand même du progrès humain.
Eugène Imbert réussit également le tableau populaire et le couplet fantaisiste. Le Rat du septième Léger, Quand je n'avais pas de chemise, C'est trop long, Enclume et Marteau, la Saint-Propriétaire, le Café des Incurables, le Pavillon du Vieux Lapin, Mon Jeune Homme et surtout les Bottes de Bastien, imitées ou contrefaites une centaine de fois, ont obtenu dans le monde des lettres, dans les réunions chantantes et dans la rue le plus éclatant et le plus légitime succès.
Les œuvres poétiques d'Eugène Imbert ont été rééditées, en 1870, sous ce titre singulier, Les Hannetons, et, en 1875, sous celui de Chansons choisies. Ces deux volumes, déjà rares, contiennent, comme de raison, les couplets récents de l'auteur. Ils méritent, autant sinon plus que leur aînés, l'attention de la critique; mais le défaut d'espace nous empêche de citer autre chose que des titres. Signalons donc aux amateurs de chants sérieux : Olivier Basselin, les Chansonniers, Encore un jour, l’Établi, la Nuit, Il fait soleil, le Clocher, les Feuilles, la Ferme, Confiance, le Chasselas, et aux gourmets de gaîtés spirituelles : Ma Pipe, les Hannetons, les Grèves, Nous ne sommes pas ivres, le Bout de l'an d'un Goguettier, l'Original, la Troisième.
En plus de ses chansons publiées, Imbert garde pour ses intimes nombre de refrains politiques ou d'actualité. Ses poésies principales ont été mises en musique par Henri Streich, Faure, Darcier, Duval, Collignon, Roger, Étienne Rey, Marquerie, Jeannin, Vaudry, etc. Il a composé lui-même quelques airs : Mon pauvre village, Il a neigé ce matin, de lui ; la Route, de Supernant ; Fleurs et Douleurs, de Mme Élie Deleschaux, et d'autres.
Eugène Imbert n'aime pas seulement la chanson, mais il saisit toutes les occasions de rendre justice ou hommage aux chansonniers. L'épitaphe de Drappier, au Père-Lachaise ; les vers sur la tombe de Voitelain, à Neuilly ; les strophes improvisées à la mort de Ch. Gille et les vers pour son bout de l'an qu'on croyait être le dernier ; une chanson sur Pierre Dupont ; divers éloges de Béranger ; enfin le souvenir aux membres disparus de la Lice, publié dans ce journal, tout affirme éloquemment le sentiment fraternel dont le poète est animé.
Le côté remarquable du talent chansonnier d'Eugène Imbert est la forme, une forme élégante, nette, irréprochable, que Béranger seul jusque-là avait aussi pleinement possédée. On ne s'en étonnera guère, quand on saura qu'Imbert a composé un remarquable Traité de prosodie moderne, et qu'il a publié nombre de pages très-littéraires dans le Mousquetaire de Dumas, le Journal de Paris (où il faisait, concurremment avec About, l'article théâtre), le Diogène, le Tam Tam, la Muse Gauloise, le Réveil, la Tribune Lyrique, et dix autres feuilles. Son talent d'analyse, que nos lecteurs ont pu souvent apprécier, est tel qu'après la lecture de l'article qu'il publia, dans La Chanson, sur les poésies de Max Buchon, Champfleury lui écrivit une lettre étonnée et ravie, commençant par ces mots : « Il existe donc encore un sens critique en France ? »
Indépendamment des œuvres que nous avons énumérées, Imbert a publié, en prose : Affaire Clemenceau, Réquisitoire de l'Avocat-général, opuscule qui, tout en réfutant les paradoxes fatalistes de M. Dumas fils, est une imitation du style emphatique des organes ordinaires du ministère public. Il a, de plus, réuni en une brochure intitulée La Goguette et les Goguettiers toute une série d'études sur le monde de la chanson, dont la lecture est des plus instructives.
Sous un abord froid, Imbert possède une nature ouverte et franche. Sans fiel, mais enclin à la raillerie, il s'est attiré de quelques-uns le reproche de n'être pas sérieux. Ceux-là confondaient évidemment la sincérité avec la pose. Un chansonnier n'est pas obligé d'être gourmé et de s'ériger en prophète. La bonne santé produit la bonne humeur, et Imbert, Dieu merci, se porte à merveille.
Par sa science du vers, par l'élévation de ses idées, Eugène Imbert mérite d'être placé au premier rang des chansonniers modernes. — Le concours actif qu'il veut bien prêter à notre journal ne nous a pas semblé une raison suffisante pour taire le bien que nous pensons de lui.
 »

### Quelques œuvres
- La Goguette et les goguettiers, Étude parisienne, 3e édition, augmentée, 6 portraits à l'eau-forte par L. Bryois, in-8, 121 pages, Paris 1873.
- Chansons choisies, Élégies parisiennes, Cluny 1875.